# 立皇嗣の礼

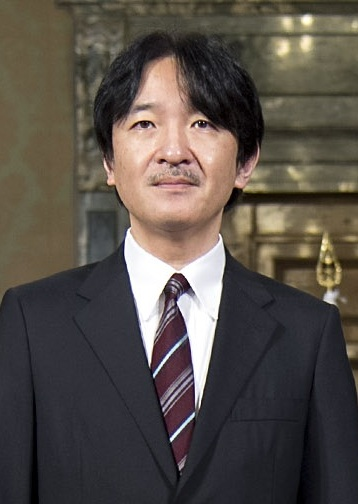
秋篠宮文仁親王（2016年撮影）

立皇嗣の礼（りっこうしのれい）、または立皇嗣礼（りっこうしれい）は、日本の今上天皇が秋篠宮文仁親王の立皇嗣を国の内外に宣明した一連の国事行為で、皇室儀礼。
従来は、皇嗣（皇位継承順位第1位にある者）が「皇太子（今上天皇の皇男子）」であったため「立太子の礼（りったいしのれい）」が行われてきた。しかし、徳仁には男子が不在であったため実弟の文仁親王が皇嗣となった。この際、文仁親王に「皇太弟（こうたいてい）」の称号が定められなかったため、儀式の名称が「立皇嗣の礼」となった。

## 概要
天皇の退位等に関する皇室典範特例法（平成29年法律第63号：2017年6月16日公布）に基づいて、2019年（平成31年）4月30日付で第125代天皇明仁（現・上皇）が退位し、同年（令和元年）5月1日を以て第126代天皇徳仁が即位したことに伴い（明仁から徳仁への皇位継承）、秋篠宮文仁親王が皇嗣（皇位継承順位第1位）となった。
立皇嗣を国内外に宣明する立皇嗣の礼は、即位礼正殿の儀（10月22日）から半年後の2020年（令和2年）4月19日に皇居宮殿・正殿松の間などで行われる方向で調整が進められていたが、同年4月10日の内閣官房長官菅義偉（第4次安倍第2次改造内閣）による記者会見において、「世界的に猛威を振るう新型コロナウイルス（COVID-19）感染拡大の影響から緊急事態宣言が発令されたことを踏まえ延期する方向で調整を進めていること」が明らかにされた。
日本国憲法及び現皇室典範の下での継宮明仁親王（上皇）・浩宮徳仁親王（天皇）は、大日本帝国憲法及び旧皇室典範の下での明宮嘉仁親王（のち大正天皇）・迪宮裕仁親王（のち昭和天皇）を含めても、これら4人の親王のうち明宮嘉仁親王を除く3人はいずれも皇太子として立太子の礼が行われた。
立皇嗣の礼は退位の礼（第125代天皇明仁の退位に伴う儀式、中心儀式：退位礼正殿の儀）と同様、憲政史上初めて行われる皇室儀礼となる。
皇位継承に関わる儀式を円滑に実施するため宮内庁は「大礼委員会」を設けた。
内閣（菅義偉内閣：菅義偉首相）は同年10月8日、天皇陛下の御退位及び皇太子殿下の御即位に伴う式典委員会（平成30年：2018年10月12日閣議決定）の第11回を総理大臣官邸で開き、立皇嗣の礼を同年11月8日に開催すると決定した。天皇徳仁、皇后雅子、皇嗣秋篠宮文仁親王、皇嗣妃文仁親王妃紀子、菅首相を除き、参列者にはマスク着用を求め、アルコールによる手指の消毒・会場の換気をよくするなど感染防止を徹底、参列者の人数を当初予定していた300人から50人ほどに大幅に絞り込むことを決定した。また皇嗣・皇嗣妃が賓客と食事を共にする祝宴「宮中饗宴の儀（きゅうちゅうきょうえんのぎ）」と皇居などでのお祝いの記帳受付（一般参賀）は、新型コロナウイルス（COVID-19）感染拡大防止の観点から中止することになった。
同年11月5日、立皇嗣の礼を前に「神宮神武天皇山陵昭和天皇山陵に勅使発遣の儀」が皇居・宮殿竹の間で行われた。
同年11月8日、まず午前9時から、皇室の行事として天皇が立皇嗣の礼を行うことを奉告する「賢所皇霊殿神殿に親告の儀」が宮中三殿において行われた。その後、国の行事として、午前11時から約15分間、文仁親王が皇嗣になったことを国内外に宣明する「立皇嗣宣明の儀（りっこうしせんめいのぎ）」を、午後4時から約30分間、文仁親王が天皇皇后にあいさつする「朝見の儀（ちょうけんのぎ）」を、ともに皇居・正殿松の間で行った。この天皇の宣明により文仁親王が次代の天皇に即位することが確定した。また、これらに関連した皇室行事として、立皇嗣宣明の儀の直後の同日11時25分から皇居・鳳凰の間で、天皇から皇嗣に皇太子の証である壺切御剣が親授される「皇嗣に壺切御剣親授（こうしにつぼきりのぎょけんしんじゅ）」が行われたほか、午後0時半から宮中三殿において秋篠宮文仁親王が皇嗣となって初めて昇殿して拝礼する「賢所皇霊殿神殿に謁するの儀（かしこどころこうれいでんしんでんにえっするのぎ）」が行われ、皇嗣妃と共に昇殿した。
皇嗣秋篠宮文仁親王と同妃紀子は皇居での儀式・行事を終えると、仙洞仮御所（東京都港区、旧：高輪皇族邸）を訪問し、上皇明仁上皇后美智子夫妻にあいさつし、赤坂御用地内の住居である秋篠宮邸に戻った。
同日、伊勢神宮・神武天皇山陵・昭和天皇山陵では、勅使によって「奉幣の儀」が行われ、各地の神社でも「立皇嗣の礼当日祭」が行われた。
秋篠宮文仁親王が皇位継承順位1位の皇嗣になったことを国内外に示す「立皇嗣の礼」の挙行を、皇室の戸籍に当たる「皇統譜」に登録する手続きが同年11月24日、宮内庁書陵部で行われた。皇統譜には天皇、皇后について記した「大統譜」と、その他皇族の「皇族譜」がある。秋篠宮文仁親王の身分に関する事柄は上皇明仁に属する皇族譜に記載され、「令和弐年拾壱月八日立皇嗣宣明ノ儀ヲ行フ」などと書かれたページに、西村泰彦宮内庁長官と坂井孝行書陵部長が毛筆で署名した。　
秋篠宮文仁親王と同妃紀子は、2022年（令和4年）4月21日に伊勢神宮、22日に神武天皇山陵、26日に昭和天皇山陵に参拝し、立皇嗣の礼関連行事を終了させ、同日皇居・御所を訪れそのことを天皇・皇后に報告した。また、同時に秋篠宮同妃の意向として、孝明天皇・英照皇太后、明治天皇・昭憲皇太后、大正天皇・貞明皇后および香淳皇后の各陵にも参拝した。

## 立皇嗣宣明の儀
立皇嗣宣明の儀（りっこうしせんめいのぎ）
- 日時：2020年（令和2年）11月8日午前11時から午前11時15分頃まで
- 場所：皇居宮殿・松の間

服装
- 天皇徳仁：御束帯（ごそくたい）（黄櫨染御袍〈こうろぜんのごほう〉）
- 皇后雅子：御小袿（おんこうちぎ）、御長袴（おんながばかま）
- 秋篠宮文仁親王：束帯（そくたい）（黄丹袍〈おうにのほう〉、帯剣〈たいけん〉）
- 文仁親王妃紀子：小袿（こうちぎ）、長袴（ながばかま）
- 皇族（成年男子）：モーニングコート
- 皇族（成年女子）：ロングドレス、トーク帽
- 宮内庁長官、侍従長等：衣冠単（いかんひとえ）
- 女官長等：袿袴（うちきばかま）
- 参列者
  - 男子：モーニングコート、紋付羽織袴又はこれらに相当するもの
  - 女子：ロングドレス、デイドレス、白襟紋付又はこれらに相当するもの

次第
天皇皇后出御
天皇の「おことば」
皇嗣の「おことば」
寿詞（内閣総理大臣）
内閣総理大臣菅義偉による寿詞（よごと）
天皇皇后退出

## 朝見の儀
朝見の儀（ちょうけんのぎ）
- 日時：2020年（令和2年）11月8日午後4時30分から午後5時頃まで
- 場所：皇居宮殿・松の間

皇嗣の「おことば」（天皇への謝恩の辞）
本日は、立皇嗣宣明の儀をあげていただき、誠に畏れ入りました。皇嗣としての務めを果たすべく、これからも、力を尽くしてまいりたく存じます。ここに、謹んで御礼申し上げます。
天皇の「おことば」
本日、立皇嗣宣明の儀が行われたことを、誠に喜ばしく思います。
これまでに培ってきたものを十分にいかし、国民の期待に応え、皇嗣としての務めを立派に果たしていかれるよう願っています。
皇嗣の「おことば」（皇后への謝恩の辞）
本日、立皇嗣宣明の儀をあげていただきましたことを、誠にありがたく存じます。ここに、謹んで御礼申し上げます。
皇后の「おことば」
この度の御儀が滞りなく行われましたことを、喜ばしく思います。
どうぞ、これからもお健やかにお務めを果たされますように。